# Josep Pla (schrijver)

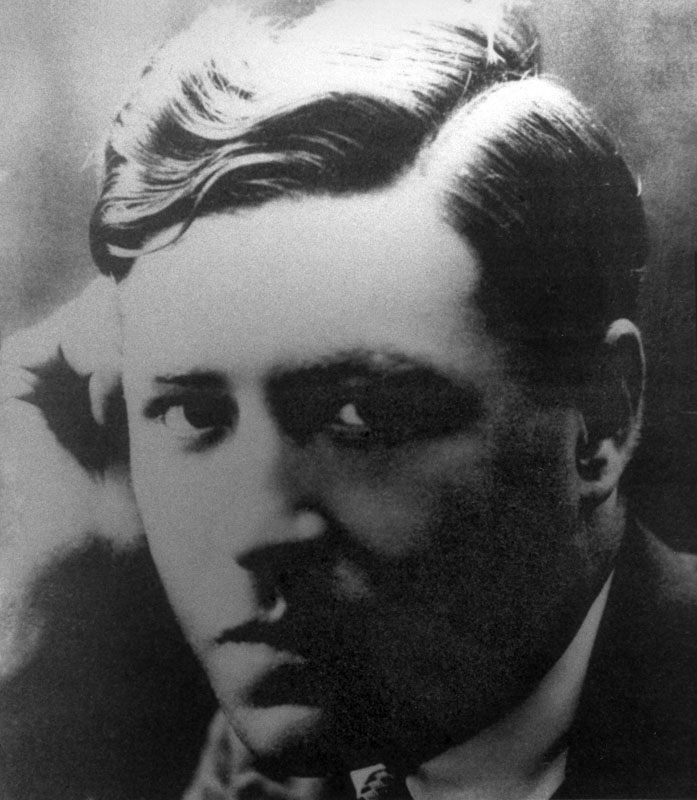
Josep Pla 1917

Josep Pla i Casadevall (Palafrugell, maart 1897 - Llofriu, 23 april 1981) was een Catalaans (Spaans) schrijver en journalist.

## Leven en werk
De reislustige Pla werkte als journalist in Frankrijk, Italië, Engeland, Duitsland en Rusland en geldt als een van de meest gelezen en populairste schrijvers in de Catalaanse taal. Specifiek droeg hij bij aan de vernieuwing van de Catalaanse taal en bracht Catalaanse gebruiken en tradities internationaal onder de aandacht. In bredere zin gelden zijn vele reportages, kronieken en commentaren als een unieke getuigenis van de twintigste eeuw. Zijn “journalen”, waarvan de originele uitgave 30.000 bladzijden beslaat, vormen een mengeling van dagboekaantekeningen, reisimpressies, invallen en literaire portretten. Zijn nonchalant geschreven, soms impressionistische, dan weer diepzinnig introspectieve dagboek uit 1918-1919 verscheen in Nederland in de reeks Privé-domein onder de titel “Het grijze schrift”.
In de periode Franco was het Catalaanse werk van Pla verboden, hoewel biografen (o.a. Cristina Badosa) aantoonden dat Pla tijdens de Spaanse Burgeroorlog nauw samenwerkte met de inlichtingendienst van de nationalisten.

## Werken (selectie)
| - El quadern gris, Dagboek, 1918–1919 - Coses vistes, 1925 - Cartes de lluny, reisimpressies, 1929 - Viatge a Catalunya, reisimpressies, 1934 - Rusiñol y su tiempo, biografisch portret, 1941 - El pintor Joaquín Mir, biografisch portret, 1944 - El carrer estret, 1951 | - L’Empordanet, 1954 - Peix fregit, 1954 - Catalunya vella, reisimpressies, 1965 - El que hem menjat, essays, 1972 - Contraban i altres narracions, verhalen, 1980 - Homenots, biografische portretten, 1984 / 1987 - Epistolari, correspondentie met Joan Coromines i Vigneaux, 2001 |

## Prijzen en onderscheidingen
Vier van zijn werken werden met de Serra d'Or-kritiekprijs voor literatuur en essay bekroond:
- 1967 - El quadern gris
- 1973 - El que hem menjat
- 1977 - Articles amb cua
- 1980 - Notes de capvesprol

Lletra d'or
- 1957 - Barcelona

Medalla d'Or de la Generalitat de Catalunya
- 1980 - Voor zijn letterkundige staat van dienst

## Bibliografia
- Xavier Pla, Josep Pla i Casadevall, ficció autobiogràfica i veritat narrativa., 1998
- Ricard Torrents, Els orígens ideològics i literaris de Josep Pla, Marina Gustà, Jacint Verdaguer, estudis i aproximacions, 1996
- Cristina Badosa, Josep Pla, el difícil equilibri entre la literatura i la política, 1994

## Trivia
H.M. van den Brink publiceerde de roman Aurora schrijft (2020), een fictief verhaal gebaseerd op een episode uit het leven van Josep Pla en zijn geliefde Aurora Perea Mené (1910-1969).

## Verwijzingen en externe links
1. ↑  Cristina Badosa, Josep Pla, el difícil equilibri entre la literatura i la política, Uitgeverij Curial, 1994, 475 pàgines

- Biblioteca Nacional de España: XX1039180
- Bibliothèque nationale de France: cb118872864 (data)
- Catàleg d'autoritats de noms i títols de Catalunya: 981058521518606706
- Digitale Bibliotheek voor de Nederlandse Letteren: pla_004
- Gemeinsame Normdatei: 118641697
- International Standard Name Identifier: 0000 0001 2281 8004
- Library of Congress Control Number: n79021227
- Nationale Bibliotheek van Letland: 000197192
- Nationale Bibliotheek van Tsjechië: jn20000604451
- Nationale Bibliotheek van Israël: 987007266655905171
- Nederlandse Thesaurus van Auteursnamen: 074674080
- Istituto Centrale per il Catalogo Unico: IEIV010074
- Système universitaire de documentation: 02666805X
- Union List of Artist Names: 500337677
- Virtual International Authority File: 73848595
- WorldCat: E39PBJmHHTFVpyKjvtGGGc4Qbd

- (es)  Fundació Josep Pla – Website “stichting Josep Pla” (in het Catalaans, Spaans en Engels)
- (es)  Escriptors en llengua catalana – Website “Catalaanse auteurs“ (in het Catalaans, Spaans en Engels)